# Сам свој мајстор
Сам свој мајстор је био часопис о разним кућним мајсторијама који је издавао Вјесник из Загреба. Имао је маскоту у облику хуманоидног завртња са лептир-матицом и беретком на „глави“, чије је гесло било: „Уради - уштеди“.
Излазио је од 1975. до 1992. године, када људи из редакције одлазе из Вјесника и покрећу часопис под називом Мајстор, који излази и данас.

## Технички детаљи
Часопис је излазио на формату блиском А4 (са малим одступањем), са корицама и једним делом табака у боји, док је остатак часописа био у једнобојној штампи. Унутрашњи део је обично био на мање квалитетном тонираном рото-папиру, а у њему су објављивани одговори на писма читалаца (који су често били чланци у малом). Нумерација бројева је била годишња (1—12).

## Теме
Часопис се, поред разних савета везаних за кућне мајсторије, бавио и: архитектуром, градњом, електроником, фотографијом, рачунарима, хај-фај техником, видеом, филмом, пољопривредом, наутиком, соларном техником, ауто-механиком, кућним инсталацијама, моделарством, ловом, риболовом, старим занатима, хобијима итд.

## Галерија
Дизајн насловне стране се мењао кроз време, али врло пажљиво и дискретно. Сам логотип часописа није трпео никакве измене, али је његов однос према осталим графичким деловима стране мењан.
- Обојена подлога стране, слике су уоквирене белом.
- Насловна постаје бела у основи, а боја логотипа одређује боју оквира око слика.
- Уклоњена је маскота, као и колаж - уводи се само једна доминантна фотографија.
- У овој фази логотип је слободан на слици и више нема никаквих оквира.
- Повратак на стари стил, и даље само једна фотографија на белој подлози уз малу рестилизацију заглавља.